# Вељко Наранчић
Вељко Наранчић (Доњи Лапац, 26. мај 1898 — Загреб, 6. фебруар 1983) био је југословенски атлетски репрезентативац. Такмичио се у бацачким дисциплинама бацању кугле и диска. Био је члан ХШК Конкордија из Загреба. По занимању је био лекар.

## Биографија
Као студент медицине у Прагу, где је и дипломирао, активно се бавио гимнастиком, боксом и рвањем. Након завршетка студија долази у Загреб и као члан ХШК Конкордије интензивно се бави атлетиком.
Био је потпредесник Боксерског савеза Југославије са седиштем у Загребу. Касније је као стручњек за спортску медицину радио у Министарству за физичко васпитање народа.
После Ослобођења окупља лекаре и оживљава рад спортске медицене у Београду и води здравствену службу у Фискултурном савезу Јукославије. Од 1947. у Ријеци оснива прву спортску амбуланту у Хрватској. Као предавач учествује на многим конгресима спортских лекара у земљи и иностранству. Предавао је спортску медицину студентима Медицинског факултета и Педагошке академије у Ријеци.

## Резултати
Вељко Наранчић је био првак Југославије у обе дисциплине:
кугла — 1929. — 11,55 м и 1930. — 14,01 м
диск — 1930. — 42,71 м, 1931. — 41,25 м и 1935. — 43,02 м.

### Резултати Вељка Наранчића на ЛОИ
Три пута је учествовао на Летњим олимпијским играма. На Играма 1924. у Паризу се такмичио у обе дисциплине, а касније на Играма у Лос Анђелесу 1932. и у Берлину 1936. само у бацању диска.
| Атлетичар      | ЛОИ              | Дисциплина   | Група    | Група     | Финале            | Финале  | Детаљи |
| Атлетичар      | ЛОИ              | Дисциплина   | Резултат | Место     | Резултат          | Место   | Детаљи |
| -------------- | ---------------- | ------------ | -------- | --------- | ----------------- | ------- | ------ |
| Вељко Наранчић | 1924. Париз      | Бацање кугле | 13,21    | 6 у гр. Б | Није се пласирао  | 13 / 28 |        |
| Вељко Наранчић | 1924. Париз      | Бацање диска | 37,35    | 8 у гр. Б | Није се пласирао' | 18 / 32 |        |
| Вељко Наранчић | 1932. Лос Ађелес | Бацање диска |          |           | 36,51             | 17/18   |        |
| Вељко Наранчић | 1936. Берлин     | Бацање диска |          |           |                   | /32     |        |

## Занимљивост
Вељко Наранчић је био једини спортиста из Југославије на Летњим олимпијским играма 1932. у Лос Анђелесу, који је сам сносио трошкове пута и такмичио се у бацању диска. Југословенски олимпијски комитет није био заинтересован за одлазак на Игре у Лос Анђелес због високих трошкова путовања. Наранчић и професор из Земуна Вилим Меснер (бацач копља), службеник Министарства за физичко васпитање народа и учесник Игара у Амстердаму 1928, одлучили су да отпутују у САД и изађу у сусрет исељеницима који су од Министарства тражили да се у Лос Анђелесу такмиче и југословенски спортисти.
За Игре их је пријавио Миливоје Наумовић, југословенски конзул у Сан Франциску. Међународни олимпијски комитет (МОК) прихватио је ову пријаву, са одоберењем Швеђанина Зигфрида Едстерма, председника Међународне атлетске федерације. Меснер се повредио и није старовао, па га нема на листи учесника игара, а због дугог исцрпљујућег пута Наранчић није постигао запаженији резултат. али је сачувао континуитет учешћа југословенских спортиста на Играма.
Итересантно је то да је ЈОК упутио протест МОКу, што је Наранчићу дозвоолио наступ иако га национални комитет није пријавио. Због тога се председник МОКа Белгијанац Анри де Бајле-Латур на седници у Бечу 1933. извинио Југословенском олимпијском комитету.